# Domhnall Ua Buachalla
 (mai 2022).
Domhnall Ua Buachalla (anglais : Daniel Richard (Donal) Buckley), né le 5 février 1866, mort le 30 octobre 1963 à Dublin) est une personnalité politique irlandaise. Il a notamment été membre du 1er Dáil et a été le troisième et dernier gouverneur-général de l'État libre d'Irlande. Plus tard, il est membre du Conseil d'État.